# Lambda Gruis
Lambda Gruis (λ Gruis, förkortat Lambda Gru, λ Gru) som är stjärnans Bayerbeteckning, är en ensam stjärna belägen i den norra delen av stjärnbilden Tranan. Den har en skenbar magnitud på 4,47 och är synlig för blotta ögat där ljusföroreningar ej förekommer. Baserat på parallaxmätning inom Hipparcosuppdraget på ca 13,5 mas, beräknas den befinna sig på ett avstånd på ca 242 ljusår (ca 74 parsek) från solen.

## Egenskaper
Lambda Gruis är en orange till röd jättestjärna av spektralklass K3 III. Den har en massa som är ca 2,4 gånger större än solens massa, en radie som är ca 22 gånger större än solens och utsänder från dess fotosfär ca 155 gånger mera energi än solen vid en effektiv temperatur av ca 4 300 K.